# 灯球根编虫
灯球根编虫（学名：Rhizoplegma lychnosphaera）为星球虫科根编虫属的动物。分布于南太平洋以及西沙群岛等。